# Pyrausta oberthuri
Pyrausta oberthuri là một loài bướm đêm trong họ Crambidae.